# Patera di Parabiago

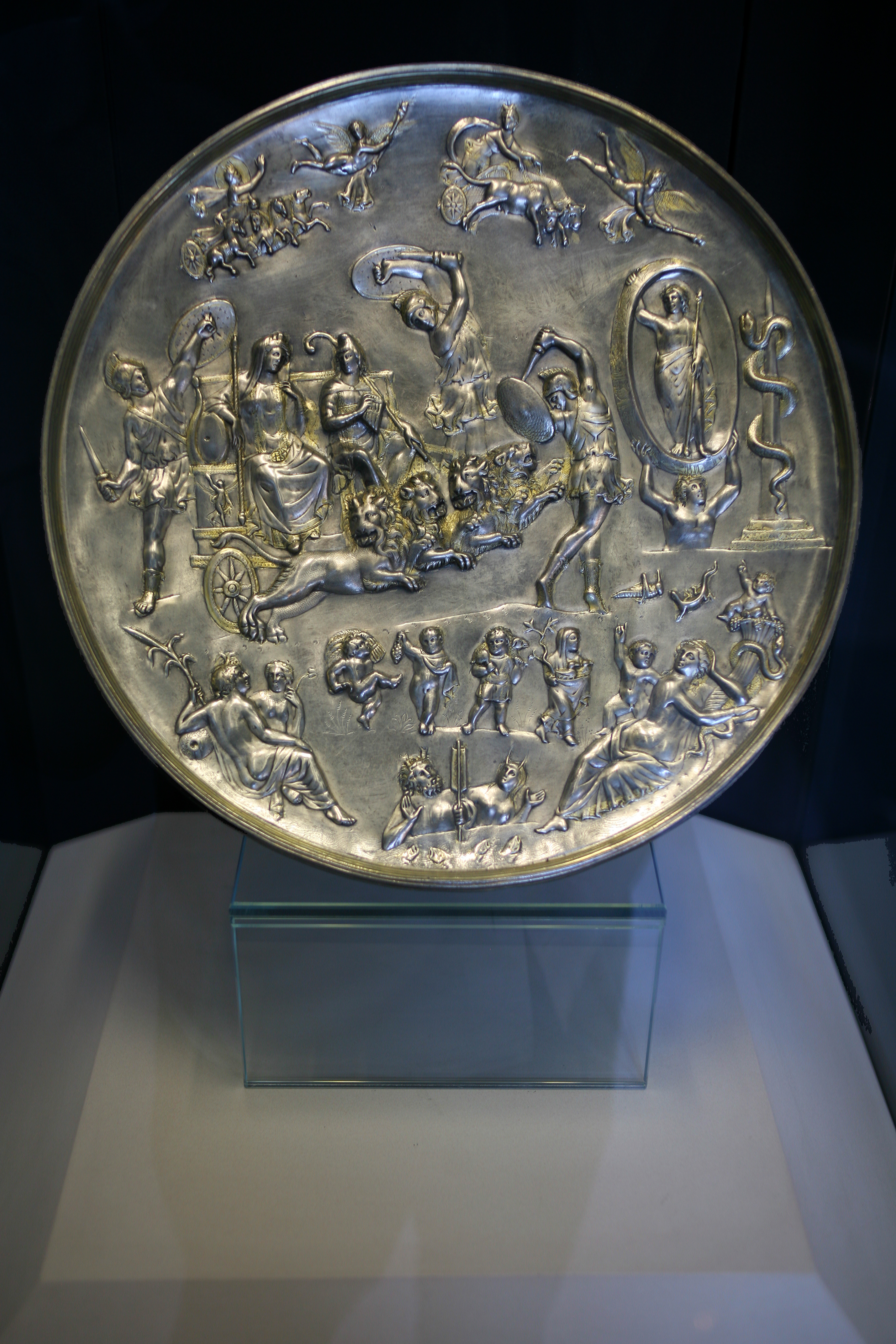
La patera di Parabiago.

La patera di Parabiago è un piatto rituale d'argento, datato alla seconda metà del IV secolo. Rinvenuta nel 1907 a Parabiago, è attualmente conservata nel Museo archeologico di Milano.

## Storia
La patera venne rinvenuta durante gli scavi delle fondazioni di Villa Gajo del senatore Felice Gajo ed arrivò in possesso della Sovraintendenza nel 1929.

## Descrizione
Il piatto ha un diametro di circa 40 cm e pesa circa 3,5 kg. È decorato a sbalzo, con tracce di doratura, e raffigura il trionfo della dea Cibele e di Attis. Cibele, nota come la "Grande Madre" degli dei (Magna Mater) siede su un carro tirato da quattro leoni, accompagnata dal suo giovane compagno Attis, morto e risorto. 
Il carro avanza circondato da tre sacerdoti o coribanti che danzano e percuotono gli scudi con le spade, in segno di gioia. In alto abbiamo le personificazioni del carro del Sole (Helios) che sorge e del carro della Luna (Selene) che tramonta, preceduti dai rispettivi portatori di fiaccola (il giorno nelle fasi di Oriente e Ponente, nascita e morte); nella fascia mediana sono raffigurati vari simboli dello scorrere del tempo, in particolare di fronte a Cibele sta Aion il tempo eterno o celeste, raffigurato come un giovane circondato dallo Zodiaco sorretto da Atlante e un serpente avvinghiato a un pilastro, simbolo di Esculapio, il dio guaritore che aveva trovato anche la cura per la morte. 
Più in basso stanno 4 putti che simboleggiano le quattro stagioni, simbolo del tempo ciclico o terreno; appaiono anche animali simbolici dell'eterno rinnovarsi come il grillo e la salamandra;  in basso assistono al trionfo le tradizionali personificazioni dell'Aria, con il dio Eolo che si appoggia all'otre dei venti e una ninfa, dell'Acqua, con il padre delle acque, Oceano e Nereidi e infine la Terra, Gea o Tellus con la cornucopia e un putto.
La patera era stata utilizzata come copertura di un'urna cineraria. In effetti tutta la ricca simbologia rimanda al culto misterico di Cibele, che assicurava al fedele, dopo la morte, un futuro di risurrezione e vita eterna, come era avvenuto per Attis.
La testimonianza offerta da questo oggetto è di grande importanza per la storia della Milano tardo-imperiale, sia per la continuazione del culto pagano, sia per la ricchezza delle ville dei grandi proprietari nei pressi della città, sia per la qualità artistica dell'artigianato di lusso disponibile in quest'epoca.
Il tema della raffigurazione ha indotto ad attribuire il manufatto all'epoca della rinascita pagana neoplatonica che si ebbe sotto l'imperatore Giuliano, sebbene ancora alla fine del IV secolo, all'epoca di Aurelio Ambrogio, siano ancora testimoniate solenni celebrazioni del culto di Cibele. Lo stesso vescovo di Milano testimonia la presenza, nella sua epoca, di officine in grado di lavorare artisticamente il vasellame d'argento, utilizzato sia per scopi profani sia liturgici.

Dettagli della patera
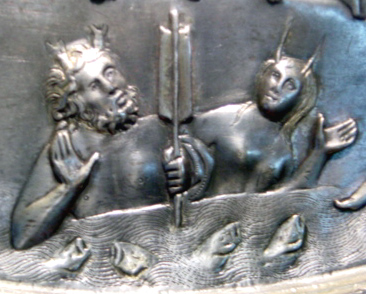
Divinità marine
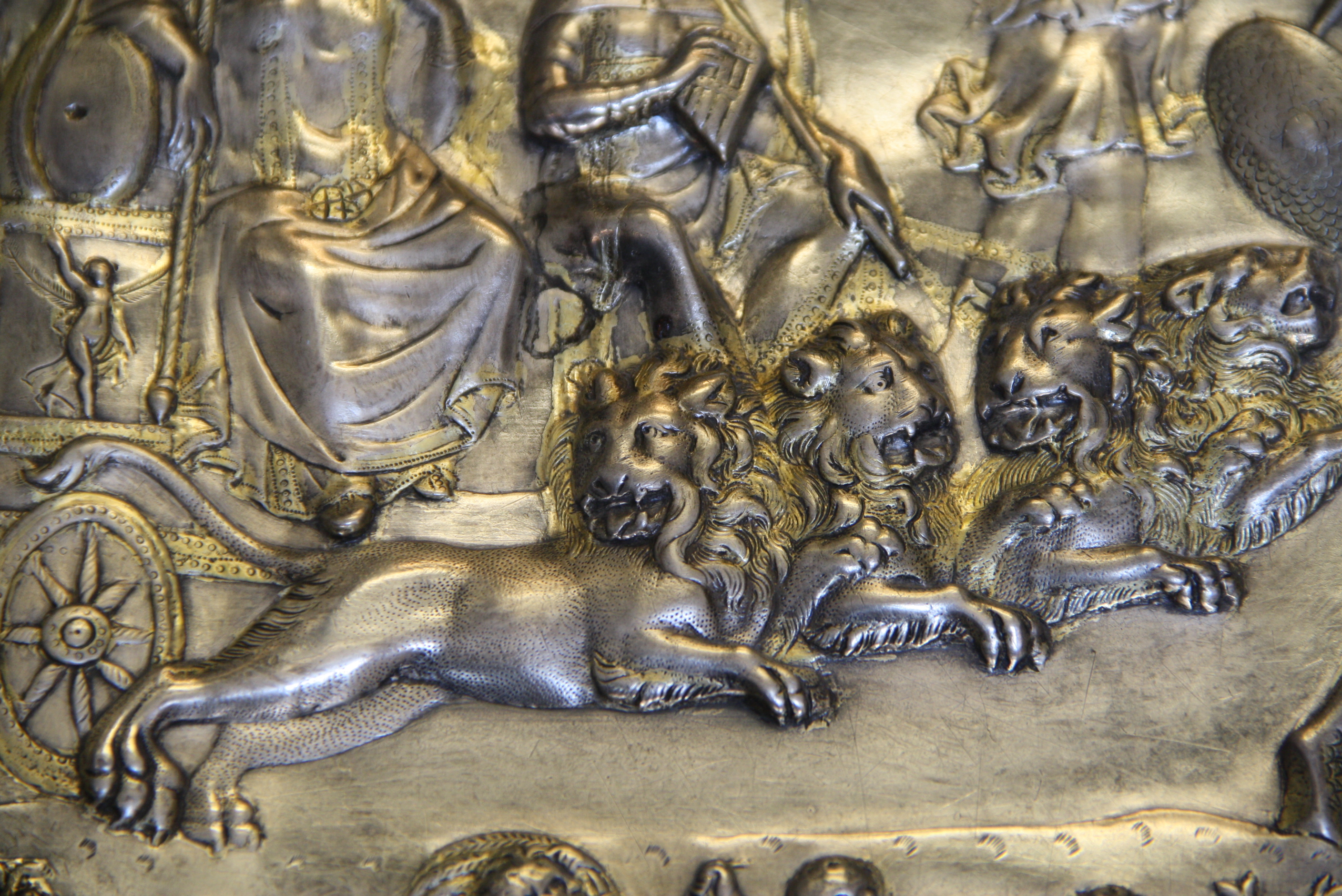
I leoni del carro di Cibele
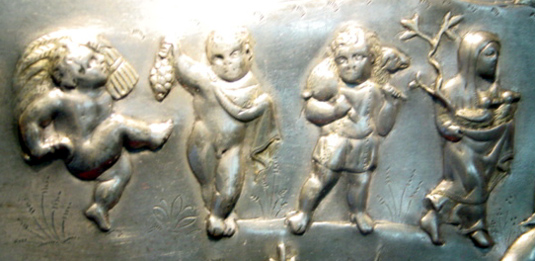
Putti con i simboli delle quattro stagioni
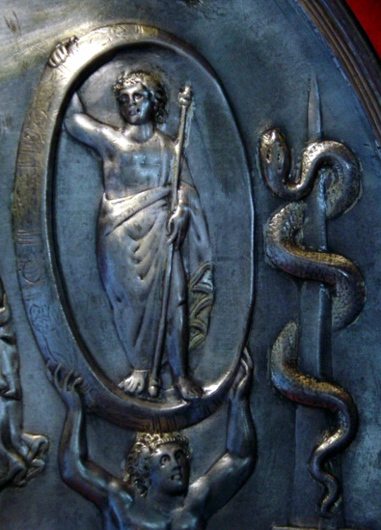
Zodiaco